# خراج الدماغ الأميبي
خراج الدماغ الأميبي هو خراج في الدماغ ناجم عن عدوى الأميبا، وبالرغم من كونه نادر فإنه يُعتبر حالة طبية حرجة وبخاصة لأولئك الذين يعانون من مرض نقص المناعة،  وقد ذُكرت الحالة لأول مرة عام 1849. 
ويمكن للمتحولة الحالة للنسج أن تتسبب في حدوثه. 